# 니시카와 요시히데
니시카와 요시히데(일본어: 西川 吉英, 1978년 4월 10일 ~ )는 일본의 전 축구 선수이다.

## 구단 경력
과거 오이타 트리니타, 쇼난 벨마레에서 활동하였다.